# Bela Vista Futebol Clube (Goiás)
O Bela Vista Futebol Clube é um clube brasileiro de futebol da cidade de Bela Vista de Goiás, do estado de Goiás. Foi fundado em 15 de janeiro de 2014 por um grupo de empresários do município.

## História
Fundado em 2014, o Bela Vista Futebol Clube, foi um dos quatro debutantes do Campeonato Goiano da Terceira Divisão em 2021.
É filiado à Federação Goiana de Futebol, e disputa a terceira divisão estadual. O clube possui categorias de base (sub-13 à sub-17).
O time sub-15 do Bela Vista conseguiu chegar a final do campeonato Goiano Sub-15, e foi derrotado pela equipe do Atlético Clube Goianiense na final.
A profissionalização aconteceu em 2021 através da participação na terceira divisão estadual.
Gereciado pelo empresário Bruno Rafhael Dos Santos Saraiva e com o apoio da prefeitura do município de Bela Vista de Goiás, a equipe tem como treinador, o ex-jogador Fredson.
A estreia do clube no futebol profissional foi no dia 16 de outubro, no Estádio Zico Brandão (Inhumas), contra a equipe do Guanabara City Futebol Clube, jogo válido pelo Campeonato Goiano da Terceira Divisão. O jogo terminou com o placar de 1 a 0 para a equipe adversária.

## Estádio
A equipe tem a disposição o Estádio Geraldo Felipe que pertence à prefeitura, mas manda seus jogos no Estádio Zico Brandão, na cidade de Inhumas.[carece de fontes?]